# Buddleja chapalana
Buddleja chapalana là một loài thực vật có hoa trong họ Huyền sâm. Loài này được B.L.Rob. mô tả khoa học đầu tiên năm 1891.